# Transilvanian Hunger
Transilvanian Hunger es el cuarto álbum de la banda noruega de black metal Darkthrone, editado en 1994.
Es el primer disco que la formación grabó como dúo, ya que su guitarrista Zephyrous abandonó el grupo por diferencias musicales.

## Detalles
En este álbum Fenriz se encargó de las baterías, guitarras, bajo y composición en su totalidad (así lo afirma en dos antiguas entrevistas), mientras que Nocturno Culto de la voz. Fue lanzado en 1994, considerado por muchos como el mejor año en términos de lanzamientos para Peaceville Records y el black metal en general. 
Sin embargo, la banda asegura que el disco es en cierto modo distinto y atípico para Darkthrone, ya que cuenta con riffs mucho más melódicos y es más rápido que cualquiera de sus otras grabaciones.
El álbum cuenta con colaboraciones de Varg Vikernes, único miembro de Burzum, en las letras de las cuatro últimas canciones. También se puede oír su voz al final de la séptima, «As Flittermice as Satan's Spys», pronunciando el mensaje En el nombre de Dios, dejad que las iglesias ardan, grabado al revés.
Aunque se piensa que el título del álbum tiene que ver con los vampiros, es una referencia a la muerte de Per Yngve Ohlin, que bajo el seudónimo de Dead fue el legendario vocalista de la banda noruega Mayhem, que cuando fue encontrado
muerto por su compañero Euronymous, llevaba puesta una camiseta con la inscripción I ♥ Transylvania.
Transilvanian Hunger ha despertado opiniones críticas muy encontradas. Por su pobre producción, a causa de la cual la batería es apenas audible, muchos lo consideran como el peor disco de la trayectoria de la banda. Sin embargo, otros consideran los riffs y el trabajo de Nocturno Culto con las voces como el mejor de entre todas sus grabaciones, y citan el carácter crudo de la producción, especialmente el sonido apagado de la batería, como un elemento que potencia la calidad hipnótica de las canciones. Algunos han llegado a decir que se trata de una de las mejores grabaciones de Black Metal hasta la fecha, y un ejemplo de cómo componer e interpretar un buen black metal crudo y primitivo.
Se ha especulado que su particular sonido se debió a la prisa con la que fue grabado y producido en álbum, para ser lanzado lo más pronto posible y así poder cumplir la banda sus obligaciones contractuales con el sello Peaceville Records.
La ilustración de carátula del álbum fue elegida por la revista "Terrorizer Magazine" como una de las mejores portadas musicales, diciendo que es «puramente representativa de su regresión musical» y una «dura imagen del mal que nunca ha podido ser igualada». La persona que aparece en ella es el baterista de la banda, Fenriz. Cabe destacar su parecido con la portada del álbum en vivo de Mayhem Live in Leipzig.

## Controversia
Aparte de la división de opiniones que ha generado el disco, Transilvanian Hunger ha dado pie a gran controversia debido al texto Norsk Arysk Black Metal (Black Metal Noruego Ario) impreso en el libreto en las primeras ediciones del disco, aunque fue borrado en posteriores debido a la mala respuesta por parte de gran parte de los distribuidores a lo ancho del mundo.
El álbum fue también origen de controversia debido a una frase que inicialmente iba a ser impresa: "Queremos declarar que Transilvanian Hunger se encuentra por encima de cualquier tipo de crítica. Si alguien intenta criticar éste LP, debería ser condescendientemente tratado por su comportamiento, obviamente judío".
Hoy día, los miembros de la banda no se sienten identificados ni con el sonido del disco ni con el eslogan "Norsk Arysk Black Metal". Recientemente en una entrevista Fenriz aclaró que "eramos unos idiotas en ese entonces" cuando le preguntaron acerca de por qué el eslogan original del disco.

## Listado de canciones
1. "Transilvanian Hunger" – 6:10
2. "Over fjell og gjennom torner" – 2:29
3. "Skald av Satans sol" – 4:29
4. "Slottet i det fjerne" – 4:45
5. "Graven tåkeheimens saler" – 4:59
6. "I en hall med flesk og mjød" – 5:13
7. "As Flittermice as Satans Spys"– 5:56
8. "En as i dype skogen" – 5:03

## Créditos
- Fenriz – Batería, guitarra, bajo, composición
- Nocturno Culto – Voces
- Varg Vikernes – Letras de las canciones 5-8, voz en 7